# Jack Lauterwasser
Jack Lauterwasser (n. 4 iunie 1904, Londra, Regatul Unit al Marii Britanii și Irlandei – d. 2 februarie 2003, Bath, Anglia, Regatul Unit) a fost un ciclist de performanță britanic, medaliat olimpic. A participat la o ediție a Jocurilor Olimpice (1928) în care a câștigat o medalie de argint.

## Participări
Lista de mai jos prezintă principalele competiții la care a participat Jack Lauterwasser de-a lungul carierei.
- cycling at the 1928 Summer Olympics – men's team road race[*]